# Alef dos Santos Saldanha
Alef dos Santos Saldanha, más conocido como Alef (nacido el 28 de enero de 1995), es un futbolista profesional brasileño que juega como centrocampista. Actualmente, juega en el Fehérvár FC de la Nemzeti Bajnokság I, máxima categoría del fútbol húngaro.

## Carrera deportiva

### Primeros años
Comenzó su carrera como profesional en el Associação Atlética Ponte Preta donde estuvo una temporada pues la segunda estuvo cedido en el equipo filial del Olympique de Marsella que no ejerció su opción de compra, pues no llegó a cuajar una buena temporada debido a que las lesiones no le respetaron. A pesar de ello llegó a ser convocado con la Selección Sub-20 de Brasil para jugar el Mundial de 2015 en el que consiguió la medalla de plata.

### SC Braga
En julio de 2015 firma un contrato de cinco años con el equipo portugués.

### Umm Salal SC
Después de una temporada en el equipo luso, éste decide cederlo al Umm-Salal SC de Catar por una temporada.

### Apollon Limassol
La temporada siguiente vuelve a ser cedido al Apollon Limassol de la Primera División de Chipre. A final de la Temporada el brasileño dejó muy buenas sensaciones al entrenador Sofronis Avgousti e incluso fue elegido mejor centrocampista del Campeonato chipriota 2017/2018. Jugó un total de cuarenta partidos y marcó un gol.

### AEK Atenas
El 20 de julio de la siguiente temporada firma un contrato en calidad de cedido con opción a compra con el AEK Atenas griego por un año. Jugó un total de 36 partidos en los que anotó dos goles. A pesar de ser del agrado del club heleno, finalmente no ejerció la opción de compra debido a su alta cláusula.

### APOEL FC
En la temporada 2018/19 vuelve a ser cedido al APOEL FC que al final de temporada intentó renegociar la opción de compra, pero debido a su alta cláusula de rescisión se echó atrás.

### MOL Fehérvár FC
Finalmente en la temporada 2020/21 deja el SC Braga, en el que sólo llegó a jugar un partido, y ficha por el equipo húngaro del Fehérvár FC.

## Selección nacional
Alef fue convocado para jugar el Mundial Sub-20 con la selección de su país. En dicha competición jugó cinco partidos.

## Estadísticas
Actualizado a último partido jugado a 25 de octubre de 2020 (Mezőkövesd Zsóry FC 1-2 Fehérvár FC)
| Club                      | Temporada     | Liga  | Liga  | Copa  | Copa  | Copa de la Liga | Copa de la Liga | Internacional | Internacional | Total | Total |
| Club                      | Temporada     | Part. | Goles | Part. | Goles | Part.           | Goles           | Part.         | Goles         | Part. | Goles |
| ------------------------- | ------------- | ----- | ----- | ----- | ----- | --------------- | --------------- | ------------- | ------------- | ----- | ----- |
| Ponte Preta               | 2013          | 15    | 0     | 0     | 0     | 0               | 0               | 2             | 0             | 17    | 0     |
| Ponte Preta               | 2014          | 4     | 0     | 0     | 0     | 0               | 0               | -             | -             | 4     | 0     |
| Ponte Preta               | 2015          | 0     | 0     | 0     | 0     | 0               | 0               | 0             | 0             | 0     | 0     |
| Ponte Preta               | Total         | 19    | 0     | 0     | 0     | 0               | 0               | 2             | 0             | 21    | 0     |
| SC Braga                  | 2015–16       | 1     | 0     | 0     | 0     | 0               | 0               | 0             | 0             | 1     | 0     |
| SC Braga                  | Total         | 1     | 0     | 0     | 0     | 0               | 0               | 0             | 0             | 1     | 0     |
| Umm-Salal SC (cedido)     | 2016–17       | 17    | 1     | 0     | 0     | 0               | 0               | -             | -             | 17    | 1     |
| Umm-Salal SC (cedido)     | Total         | 17    | 1     | 0     | 0     | 0               | 0               | 0             | 0             | 17    | 1     |
| Apollon Limassol (cedido) | 2017–18       | 28    | 1     | 0     | 0     | 0               | 0               | 8             | 0             | 36    | 1     |
| Apollon Limassol (cedido) | Total         | 28    | 1     | 0     | 0     | 0               | 0               | 8             | 0             | 36    | 1     |
| AEK Atenas (cedido)       | 2018–19       | 22    | 1     | 6     | 1     | 0               | 0               | 8             | 0             | 36    | 1     |
| AEK Atenas (cedido)       | Total         | 22    | 1     | 6     | 1     | 0               | 0               | 8             | 0             | 36    | 1     |
| APOEL FC (cedido)         | 2019–20       | 17    | 0     | 0     | 0     | 0               | 0               | 6             | 0             | 23    | 0     |
| APOEL FC (cedido)         | Total         | 17    | 0     | 0     | 0     | 0               | 0               | 6             | 0             | 23    | 0     |
| Fehérvár FC               | 2020-21       | 2     | 0     | 0     | 0     | 0               | 0               | 2             | 0             | 4     | 0     |
| Fehérvár FC               | Total         | 2     | 0     | 0     | 0     | 0               | 0               | 2             | 0             | 4     | 0     |
| Total carrera             | Total carrera | 106   | 3     | 6     | 1     | 0               | 0               | 26            | 0             | 138   | 4     |

## Palmarés

### Internacionales
| Título         | Club                                 | Sede          | Año  |
| -------------- | ------------------------------------ | ------------- | ---- |
| Mundial Sub-20 | Selección de fútbol sub-20 de Brasil | Nueva Zelanda | 2015 |

### Distinciones individuales
- Mejor centrocampista de la Liga Chipriota: 2017/18